# Équipe d'Allemagne de rugby à XV
L'équipe d'Allemagne de rugby à XV est l'équipe nationale qui représente l'Allemagne dans les compétitions majeures internationales de rugby à XV. En Allemagne, le rugby à XV est régi par la fédération sous le nom de Deutscher Rugby-Verband.
En raison de son palmarès, elle est considérée comme une équipe de troisième division. Au 31 juillet 2017, elle est 22e au classement des équipes nationales de rugby.
Les Allemands disputent régulièrement les qualifications pour la Coupe du monde de rugby mais ils n'ont jamais disputé les phases finales de cette épreuve. L'équipe nationale est engagée dans le Championnat européen des nations avec l'intention de parvenir de manière durable dans l'antichambre du Tournoi des Six Nations et du très haut niveau.

## Histoire

### 1927-1940: premiers pas au niveau international
Le premier match a lieu en 1927. Les villes de Hanovre, Francfort-sur-le-Main et Heidelberg connaissent avant-guerre un fort développement rugbystique. De 1927 à 1938, l'Allemagne rencontre la France à quinze reprises, une fois par an (sauf la première année et en 1936, où deux rencontres ont lieu). De 1932 à 1935, il s'agit même de la seule confrontation internationale pour le XV de France (pour cause de suspension du Tournoi des Cinq Nations décidée par les Britanniques), alternativement sur le sol de chaque pays. Paradoxalement, l'Allemagne remporte le deuxième test de 1927 à Francfort... puis perd les onze suivants, avant de remporter le dernier disputé sur son sol, en 1937.
Durant ces quinze rencontres, le Dr Loos (toujours comme demi de mêlée, issu du Heidelberger Ruderklub) et Schwanenberg (trois-quarts centre ou arrière) jouent à huit reprises, et Hans Botzong (ailier gauche, puis centre ou ailier droit, lui aussi du HRK) six fois (Schwanenberg entre 1929 et 1936; Loos entre 1932 et 1938). Botzong est le capitaine allemand lors de ces six parties disputées (1927 – 2 fois, 1928, 1929, 1930 et 1931), Schwanenberg cinq fois (1933, 1934, 1935 et 1936 – 2 fois) et Loos trois fois (1932, 1937 et 1938).

### 1952 - 1990: Deux équipes indépendantes pendant la guerre froide
Après la guerre, comme pour les autres sports, deux équipes d'Allemagne apparaissent. L'équipe d'Allemagne de l'Ouest (le pays réunifié récupérera officiellement les statistiques et le palmarès de cette partie du pays) et l'équipe d'Allemagne de l'Est. Pendant les quarante ans d'existence simultanée, les deux équipes ne s'affronteront jamais, l'équipe de l'Est déclinant systématiquement toute suggestion de rencontre amicale faite par son homologue de l'Ouest.

### 1991 - 2017: Retour et progression de l'équipe d'Allemagne
À partir de 1991 et la constitution d'une équipe allemande unique de rugby à XV, la sélection stagne dans le Championnat européen des nations entre la première et deuxième division.
Graces a ses différents progrès et son ambition renouvelée, l'Allemagne vit en 2015 une année historique parce que son équipe arrive à se maintenir dans la première division de cette compétition deux éditions de suite au détriment du Portugal.
Pendant la tournée d'été de 2016, les Allemands parviennent à faire tomber l'Uruguay, 18e nation au classement mondial, 24 à 21.
Pour l'édition 2016-2017, l'Allemagne commence bien avec une victoire de prestige contre la Roumanie (41-38), la 16e nation mondiale et futur vainqueur du tournoi, alors qu'elle s'était fait écraser par ces mêmes adversaires 61 à 7 la saison précédente. Cette victoire est considérée comme un des grands exploits du rugby allemand moderne. Ils perdent ensuite contre les terribles Géorgiens 50 à 6. Ils sont donc 22e nation mondiale au 20 février 2017.

### Depuis 2018: Une période mouvementée avant laCoupe du monde
Toutefois, après ces exploits de l'année passée, en 2018 le rugby allemand semble être en crise, avec un conflit ouvert entre la fédération et son mécène de longue date, Hans-Peter Wild qui avait fondé la Wild Rugby Academy, une fondation d'utilité publique de droit allemand, aboutissant à une grève de la plupart des joueurs internationaux. L'équipe nationale subit une de ses plus lourde défaite de tous les temps contre la Roumanie (85-6) lors de l'édition 2017-2018 du tournoi, qui avec ses 4 autres défaites dans le tournoi expose l'Allemagne a une relégation au troisième niveau européen.
Pour autant l'Allemagne arrive non seulement à se maintenir en Championship pour l'édition 2018-2019, mais il se qualifient aussi pour les barrages de la Coupe du monde de 2019, grâce à la disqualification de la Roumanie, de la Belgique et de l'Espagne. Battus lourdement en barrage par les Samoa, les Allemands gardent tout de même une chance de qualification lors du tournoi de repêchage.
En 2018, à la suite d'une réconciliation entre Wild et la fédération, l'Allemagne retrouve l'ensemble de son effectif ainsi qu'un nouveau sélectionneur à la hauteur de ses ambitions de qualification pour la Coupe du monde : Mike Ford, l'ancien entraîneur de clubs comme Bath ou le RC Toulon, ainsi qu'adjoint — responsable de la défense — de sélections nationales telles que l'Angleterre, l'Irlande ou les Lions britanniques et irlandais.

## Palmarès
Alors que l'équipe nationale de rugby à XV n'existe pas, l'Allemagne est représentée en 1900 aux Jeux olympiques et obtient le titre de vice-championne olympique avec la ville de Francfort.

### Qualifications pour la Coupe du monde
- Saison 2004-2005 (Europe 2e Tour) : l'Allemagne termine première de la Poule B.
- Saison 2005-2006 (Europe Tour 3). Tour 3a: octobre 2005 - avril 2006 : l’Allemagne termine première de la Poule B. Elle affronte l’Espagne, vainqueur de la Poule A. Barrage : Allemagne – Espagne 18-6, 10-36. L’Allemagne est éliminée au cumul des deux matches.

### Championnat européen des nations
L'équipe d'Allemagne est engagée dans le petit frère du Tournoi des Six Nations, le Championnat européen des nations.
- 1935 : ne participe pas
- 1936 : Vice-Champion
- 1937 : 3e place
- 1938 : Vice-Champion
- 1952 : 3e place
- 1954 : 3e place
- 1965-1966 : 4e place
- 1966-1967 : ne participe pas
- 1967-1968 : 4e place
- 1968-1969 : 4e place
- 2006-2008 : 7e place (1re de la Division 2A, promue en Division 1)
- 2008-2010 : 6e place (reléguée en Division 1B)
- 2010-2012 : 10e place (4e de la Division 1B)
- 2012-2014 : 7e place (1re de la Division 1B, promue en Division 1A)
- 2014-2016 : 5e place

## Joueurs emblématiques

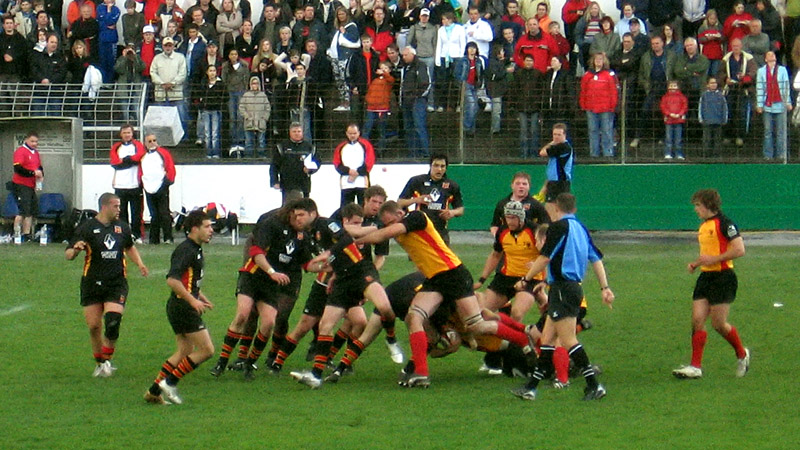
Allemagne-Belgique lors d'un match de qualification pour la Coupe du monde 2007 le 29 avril 2006 à Hanovre.

- Horst Kemmling (TSV Victoria Linden) 50 sélections
- Claus Himmer (DSV 1878 Hannover) 44 sélections
- Dirk Kuhnen (TSV Victoria Linden) 40 sélections
- Dietmar Kopp (DSV 1878 Hannover) 38 sélections
- Dietrich Volkmer (DSV 1878 Hannover) 37 sélections
- Andreas Reckewerth (DSV 1878 Hannover - TSV Victoria Linden) 36 sélections
- Robert Twele (DSV 1878 Hannover) 36 sélections
- Peter Heller (TSV Handschuhsheim) 35 sélections
- Thomas Kurth (TSV Victoria Linden) 34 sélections
- Klaus Wesch (TSV Victoria Linden) 32 sélections
- Rainer Kumm (TSV Victoria Linden) 31 sélections
- Karl-Heinz Jühne (SV 08 Ricklingen) 31 sélections
- Gerd Kotte (TSV Victoria Linden) 31 sélections
- Thorsten Schippe (DRC Hannover - DSV 1878 Hannover) 31 sélections
- Horst Wolhler (TV Pforzheim - SV 08 Ricklingen) 30 sélections

- Robert Mohr (DSV 1878 Hannover) 20 sélections

## Anciens entraîneurs
- Robert Antonin (1988–1990)
- Jean-Claude Rutault (1990–1992)
- Peter Ianusevici (en) (1992–2000)
- Rudolf Finsterer (en) (2001–2010)

## Joueursactuels[Quand?]
| - Daniel Armitage (Heidelberger RK) - Sean Armstrong (Heidelberger RK) - Paul Bosch (US Nevers) - Kehoma Brenner (Heidelberger RK) - Benjamin Danso (Heidelberger RK) - Tim Kasten (Heidelberger RK) - Alexander Widiker (Heidelberger RK) - Arthuer Zeiler (Heidelberger RK) - Tim Coly (RG Heidelberg) - Fabian Heimpel (RG Heidelberg) - Alexander Hauck (SC Frankfurt 1880) - Michael Poppmeier (Heidelberger RK) - Oliver Paine (TV Pforzheim) | - Kieran Manawatu (SC Frankfurt 1880) - Lars Eckert (SC Neuenheim) - Marten Strauch (SC Neuenheim) - Rob May (TSV Handschuhsheim) - Tim Menzel (RC Vannes) - Mustafa Güngör (TV Pforzheim) - Callum Sauer (TV Pforzheim) - Clemens von Grumbkow (US Dax) - Matthieu Franke (Rugby club Orléans) - Damien Tussac (Castres Olympique) - Jacobus Otto (Heidelberger RK) - Hendrik van der Merwe (Heidelberger RK) - Benjamin Strappazon (Stade niortais rugby) | - Christopher Hilsenbeck (RC Vannes) - Benjamin Krause (DSV 78 Hanovre) - Anjo Buckmann (Heildelberger RK) - Steffen Liebig (Heildelberger RK) - Patrick Schliwa (Heildelberger RK) - Manuel Wilhelm (RG Heidelberg) - Bastian Himmer (RG Heidelberg) - Carlos Soteras-Merz (TV Pforzheim) - Mark Sztyndera (SC Frankfurt 1880) - Jarrid Els (Heidelberger RK) - Pascal Fischer (DSV 78 Hanovre) - Mathieu Ducau (Stado Tarbes Pyrénées rugby) |

## Staff médical
- Physiothérapeute : Lorena Kemptner
- Médecin : Dr Andreas Schwarz